# 葵井えりか
葵井 えりか（あおい えりか、1992年〈平成4年〉2月5日 - ）は、日本の女性モデル、レースクイーン、タレント。
愛媛県出身、血液型はO型、趣味はお散歩、サウナ，お酒を飲むこと。水泳が得意。犬が好き。ポムポムプリンが好き。

## 経歴
2016年、スーパー耐久『KRP ANGEL』としてレースクイーン活動を始め、2017年、『a-Girls』の一員として自身初のSUPER GTレースクイーンを担当。同年の日本レースクイーン大賞ではファイナリストとなった。翌2018年も引き続きa-Girlsを務めている。
2019年からは『Arnage Lovely Cats』としてSUPER GTのレースクイーンを4年連続で担当。日本レースクイーン大賞では2020年と2021年の2年連続で実行委員会特別賞を受賞した。
2022年、東京スポーツ主催の『ミス東スポ2023』でファイナリストとなり、同年12月14日にグランプリを受賞。

## レースクイーン歴
- スーパー耐久 小林自動車レーシングプロジェクト『KRP ANGEL』（2016年）[注 3]
- SUPER GT　GT300　GAINER『a-Girls』（2017[注 4] - 2018年[注 5]）
- SUPER GT　GT300 Arnage racing 2019 Arnage Lovely Cats
- SUPER GT　GT300 Arnage racing 2020 Arnage Lovely Catsリーダー(2020-2022年)[1]
- SUPER GT　GT300 Team Mach 2023 AIRBUSTER GAL
- SUPER FOMULA KCMGエンジェルス(2019年)

## 出演

### テレビ番組
- 千葉テレビ『東京女子コレクション』アシスタントMC (2022.06-09)

### 舞台
- 時空少女ピピ (イブキ役)
- 朗読劇ゆびさきパレット(メインの女子学生　安西トヨ役)

### ラウンドガール
- プロフェッショナル修斗ラウンドガール （2018年）

### イベント
- 東京モーターショー
- 東京オートサロン
- 東京ゲームショウ

## 作品

### DVD
- 濡尻 (2016年10月28日発売／グラッソ)[6]
- so cute （2017年1月31日発売／K2）[7]
- 大好きな君と （2018年2月13日発売／K2）[8]